# 1997 en Allemagne
Chronologie de l’Allemagne
- 1993
- 1994
- 1995
- 1996
- 1997
- 1998
- 1999
- 2000
- 2001

Cet article traite des événements qui se sont produits durant l'année 1997 en Allemagne.

## Gouvernements
- Président : Roman Herzog
- Chancelier : Helmut Kohl

## Événements

### Février
- 13–24 février : la Berlinale 1997, c'est-à-dire le 47e festival international du film de Berlin, se tient

## Décès
- 1er février : Heiner Carow (né en 1929), un réalisateur et scénariste
- 1er mars : Hans Robert Jauss (né en 1921), un philosophe et théoricien de la littérature allemande
- 26 mai : Manfred von Ardenne (né en 1907), un physicien
- 28 octobre : Klaus Wunderlich (né en 1931), un musicien